# Minimetro

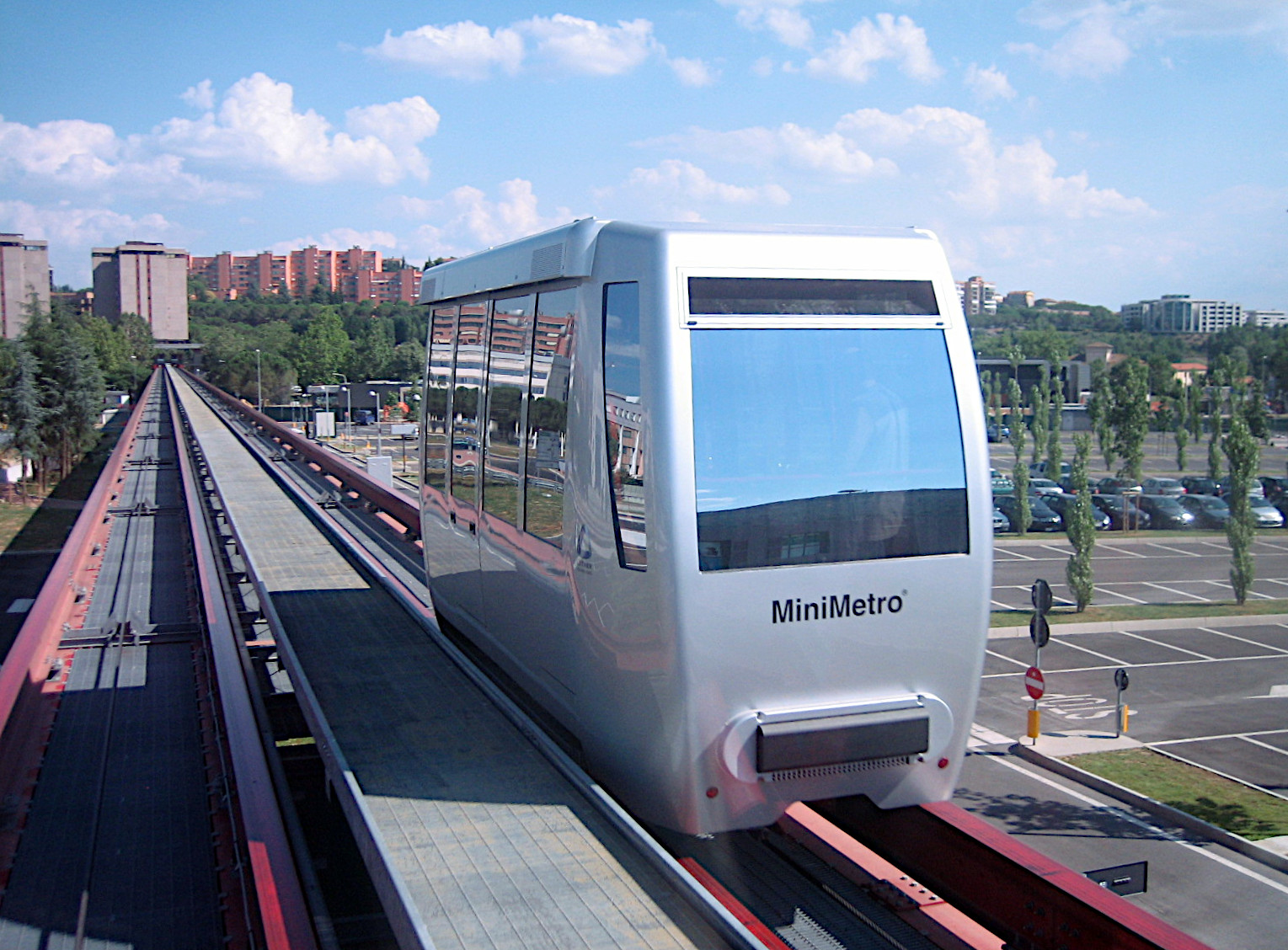
Minimetrò v italské Perugii

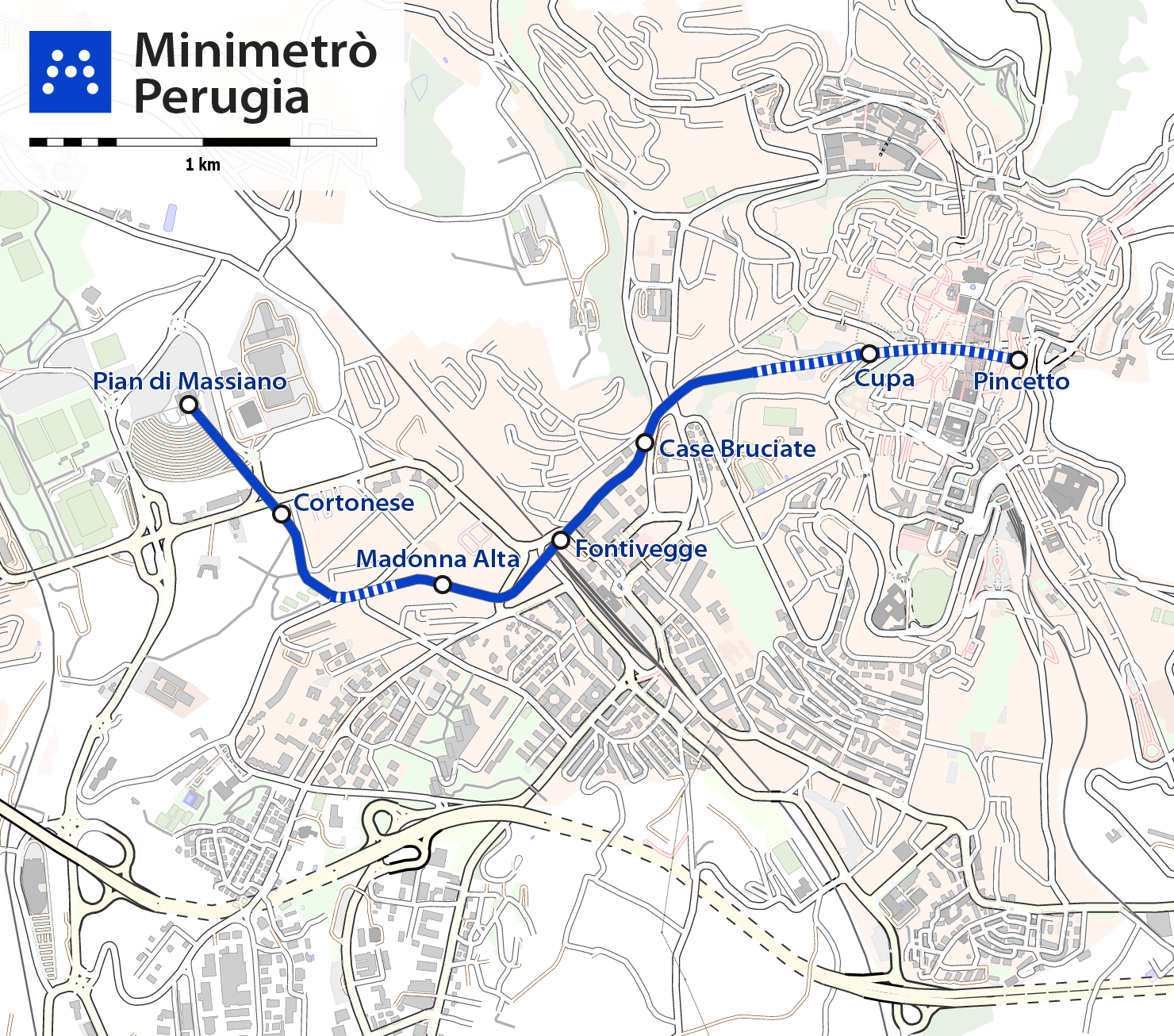
Mapa perugijského Minimetra

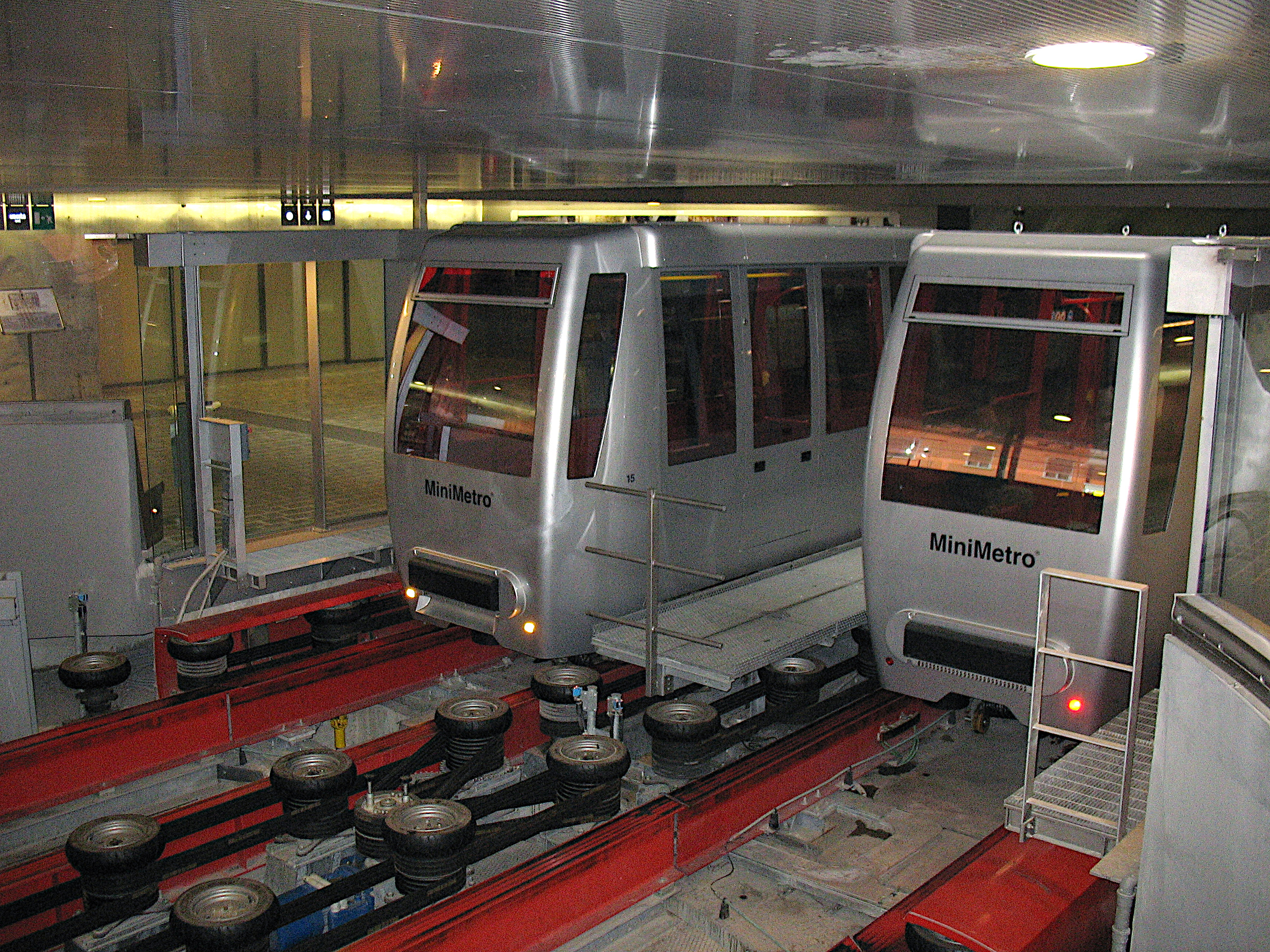
Vozy Minimetra ve stanici

Minimetro je skupina drátěným lanem poháněných automatických osobních dopravníků vyráběných mimo jiné italskou skupinou HTI Group, italskou společností Leitner či rakouskou firmou Doppelmayr. Tato vozidla jezdí buď po kolejnicích, nebo na vzduchovém polštáři a jsou k lanu buď trvale připevněna, nebo jsou vybavena počítačem řízeným automatickým odpojováním vozidel od lana, pročež je lze považovat za moderní druh lanové tramvaje. Společnost Leitner má svůj zkušební okruh pro vozidla v italském Sterzingu (Vipitenu). Současná maximální kapacita systému je kolem 8000 cestujících za hodinu. Nejnovějším systémem Minimetra je MIA eTrain spuštěný v roce 2016 na Mezinárodním letišti v Miami.

## Perugijské Minimetro
V italské Perugii otevřeli v únoru 2008 3027 m dlouhý úsek Minimetra se 7 stanicemi, jehož úkolem bylo ulevit městskému centru od automobilového provozu. Systém má celkem 25 vozů. Každý z nich je 5 m dlouhý a vejde se do něj 25 cestujících, které veze rychlostí až 25 km/h. Interval mezi za sebou jedoucími vozy je asi 1,5 minuty. V roce 2013 systém přepravil 10 000 cestujících denně. Město má již připravené plány na druhou trať.
O podobných systémech se uvažuje také v severoitalském Bolzanu a v dánské Kodani.

## Další systémy Minimetra
- SATUOeiras – automatický osobní dopravník v portugalském Oeiras.[3] Jeho činnost byla ukončena v roce 2015.[4]
- Squaire-Metro – spojuje kancelářskou budovu The Squaire s vícepodlažním parkovištěm na frankfurtském letišti.[5]
- ExpressTram je osobní dopravník na detroitském letišti
- Minimetro na vzduchovém polštáři na letišti v Káhiře[6][7]
- MIA eTrain – Minimetro na letišti v Miami je nejnovější ze tří osobních dopravníků na letišti. Propojuje satelitní budovu odbavovací haly E se zbytkem odbavovací haly E, která je spojena s hlavním terminálem.[8][9]
- Pisa Mover – osobní dopravník, který v italské Pise spojuje letiště s hlavním nádražím.[10][11]